# Riserva naturale Adda Morta - Lanca della Rotta
La riserva naturale Adda Morta - Lanca della Rotta è un'area naturale protetta che si sviluppa sulla riva destra dell'Adda, parte in Provincia di Lodi e parte in Provincia di Cremona. La riserva è stata istituita dalla regione Lombardia con deliberazione di consiglio n° 111/1845 del dicembre 1984.

## Territorio
Nell'area si ravvisano tre tipologie di biotopo: l'Adda Morta è una ramo abbandonato senza più alcun collegamento diretto con l'Adda e il cui apporto idrico avviene tramite acque di falda; il Canale Morto, oggi rettificato è residuo di un collegamento tra morta e lanca; qui l'acqua è scorrente. La Lanca della Rotta è una lanca fluviale collegata all'Adda in maniera permanente e riceve acqua tramite il canale.

## Flora
Si ravvisano specie vegetali tipiche dell'ambiente palustre quali la cannunccia di palude, il coltellaccio, la tifa, il tabacco di palude e l'iris giallo. Al di fuori delle aree di canneto vivono nuclei di lenticchie d'acqua, di morsi di rana, di nannufero e la azolla caroninana.

## Fauna
Tra gli anfibi si segnalano: il tritone crestato (molto raro), il rospo comune, la raganella e la rana agile. Frequenti sono la rana di Lataste e la rana verde.
Rettili: il ramarro e lucertola delle muraglie, il biacco, la biscia dal collare.